# Boscobel (Wisconsin)
Boscobel ist eine Kleinstadt (mit dem Status „City“) im Grant County im US-amerikanischen Bundesstaat Wisconsin. Im Jahr 2010 hatte Boscobel 3231 Einwohner.

## Geografie
Boscobel liegt im Südwesten Wisconsins, am Südufer des Wisconsin River, der 45 km westsüdwestlich in den die Grenze zu Iowa bildenden Mississippi mündet. Die Grenze zu Illinois liegt 80 km südlich der Stadt.
Nachbarorte sind Blue River (13,6 km nordöstlich), Fennimore (18,1 km südsüdöstlich), Woodman (10,2 km südwestlich) und Steuben (16,2 km nordwestlich).
Die nächstgelegenen größeren Städte sind La Crosse (110 km nordnordwestlich), Wisconsins Hauptstadt Madison (119 km östlich), Rockford in Illinois (201 km südöstlich) und Dubuque in Iowa (83,5 km südlich).

## Verkehr
Der U.S. Highway 61 und der Wisconsin State Highway 133 sowie die County Highways M und S verlaufen durch Boscobel. Alle weiteren Straßen sind untergeordnete Landstraßen, teils unbefestigte Fahrwege sowie innerörtliche Verbindungsstraßen.
Entlang des Wisconsin River verläuft für den Frachtverkehr eine Eisenbahnlinie der Wisconsin and Southern Railroad, die vom Mississippi nach Madison und von dort weiter nach Milwaukee führt.
Mit dem Boscobel Airport befindet sich im Nordosten des Stadtgebiets ein kleiner Flugplatz. Die nächsten größeren Flughäfen sind der Dubuque Regional Airport (96,3 km südlich) und der Dane County Regional Airport in Wisconsins Hauptstadt Madison (127 km östlich).

## Bevölkerung
Nach der Volkszählung im Jahr 2010 lebten in Boscobel 3231 Menschen in 1195 Haushalten. Die Bevölkerungsdichte betrug 436,6 Einwohner pro Quadratkilometer. In den 1195 Haushalten lebten statistisch je 2,3 Personen. 
Ethnisch betrachtet setzte sich die Bevölkerung zusammen aus 90,1 Prozent Weißen, 8,3 Prozent Afroamerikanern, 0,6 Prozent amerikanischen Ureinwohnern, 0,2 Prozent Asiaten sowie 0,1 Prozent Polynesiern; 0,8 Prozent stammten von zwei oder mehr Ethnien ab. Unabhängig von der ethnischen Zugehörigkeit waren 2,2 Prozent der Bevölkerung spanischer oder lateinamerikanischer Abstammung. 
21 Prozent der Bevölkerung waren unter 18 Jahre alt, 65 Prozent waren zwischen 18 und 64 und 14 Prozent waren 65 Jahre oder älter. 45,4 Prozent der Bevölkerung war weiblich.

Das mittlere jährliche Einkommen eines Haushalts lag bei 44.815 USD. Das Pro-Kopf-Einkommen betrug 18.943 USD. 19,5 Prozent der Einwohner lebten unterhalb der Armutsgrenze.